# Herghelia Lucina
Herghelia Lucina este una dintre cele două herghelii din județul Suceava unde sunt crescuți cai de rasă, cealaltă fiind Herghelia Rădăuți. Herghelia Lucina se află în cătunul Lucina din comuna Moldova-Sulița, fiind specializată pe rasa de cai huțuli.

## Istoric
În anul 1788 Comandamentul de Remontă al Armatei Imperiale Austriece a luat în arendă un teren în cătunul Lucina de la domeniile Fondului Religionar al Bucovinei, cu scopul de a amenaja acolo o secție de creștere a cailor. Aceasta a fost arondată ulterior Hergheliei Rădăuți. 
În anul 1856 secția de la Lucina a primit statutul de herghelie a armatei austriece, aici aflându-se pe atunci doar un efectiv modest de 2 armăsari pepinieri și 5 iepe de reproducție. Herghelia a fost organizată sub conducerea colonelului austriac Martin von Herman, fiind părăsită de armată în 1872.
În anul 1877 a fost înființată pe vechiul amplasament o herghelie civilă, fiind aduși primii cai huțuli procurați de austrieci de la localnici. Numărul cailor huțuli crescuți aici a crescut până la începerea primului război mondial, herghelia fiind evacuată în anul 1914 în Austria. Luptele purtate în apropiere au dus la distrugerea construcțiilor existente.
Odată cu Unirea Bucovinei cu România din 1918, statul român a reînființat herghelia din Rădăuți. După război autoritățile austriece au scos la licitație în anul 1919 caii din rasa huțul, aceștia fiind cumpărați de țări ca Cehoslovacia, Polonia și România. Au fost cumpărate 26 de iepe și 3 armăsari din rasa huțulă pentru a popula fosta herghelie . Pe baza acestor achiziții, statul român a putut reface efectivul de la Lucina, care a redevenit secție a Hergheliei Rădăuți. 
În anul 1943 secția de creștere a cailor de la Lucina a redevenit herghelie, aici fiind crescuți caii huțuli. La acel moment existau aici 60 de iepe și 5 armăsari pepinieri. Herghelia s-a dezvoltat în anii următori, maximul de efectiv fiind atins în perioada 1970-1990.